# Gougenheim
Gougenheim es una localidad y  comuna francesa situada en el departamento de Bajo Rin, en la región de Alsacia. Tiene una población de 380 habitantes (según censo de 1999) y una densidad de 58 h/km².

## Demografía
| 381 | 344 | 324 | 382 | 363 | 380 |
| Para los censos de 1962 a 1999 la población legal corresponde a la población sin duplicidades (Fuente: INSEE [Consultar]) |     |     |     |     |     |

## Patrimonio
- Castillo de Gougenheim, vestigios. La torre del campanario de la iglesia actual fue la torre del homenaje, del siglo XII. Entre 1147 y 1359, fue ocupado (el castillo) por los obispos de Estrasburgo. El castilló jugó un papel destacado en la represión de la Guerra de los campesinos alemanes de 1525; fue instalado un tribunal episcopal y una horca.

- Capilla deSaint Laurent, en las afueras de la población, dentro de la comuna.